# Best of B-Boy Records
Best of B-Boy Records – kompilacja w stylu "najlepsze przeboje" grupy Boogie Down Productions. Jak dotychczas jest to ostatnia płyta grupy.

## Lista utworów
1. "Poetry"
2. "South Bronx"
3. "9mm Goes Bang"
4. "Word From Our Sponsor"
5. "Elementary"
6. "Dope Beat"
7. "P Is Free (Remix)"
8. "The Bridge Is Over"
9. "Super-Hoe"
10. "Criminal Minded"
11. "P Is Free (Original)"
12. "Advance"
13. "D-Nice Rocks The House"
14. "Say No Brother (Crack Don't Do It)"
15. "Criminal Minded Red Alert Mega Mix"